# Ein schwerer Fall
Ein schwerer Fall ist eine deutsche Stummfilmkomödie aus dem Jahre 1927 von Felix Basch mit Ossi Oswalda in der Hauptrolle.

## Handlung
Dorrit Martin ist in einem kleinen Dorf als Pflegetochter des ortsansässigen Gendarm aufgewachsen. Eines Tages lernt sie vor Ort den Berliner Rechtsanwalt Hilgers kennen, der ihr anbietet, sie beruflich zu fördern, sollte sie nach Berlin kommen. Gern nimmt Dorrit das Angebot an. Hilgers und sein Sozius Plümow sind gerade mit einem kniffligen Fall befasst: Sie sind auf der Suche nach einer jungen Frau, die eine große Erbschaft antreten könnte, wenn sie ausfindig gemacht werden würde. Hilgers erkennt bei Betrachtung von Jugendbildern der Gesuchten gewisse Ähnlichkeiten mit Dorrit und setzt sich mit ihr telegraphisch in Verbindung. Dorrit hat derweil in Berlin vergeblich versucht, Zutritt zur Kanzlei Hilgers zu erlangen. Der Zerberus vorm Eingang macht ihr klar, dass nur ganz „schwere Fälle“ Zugang zum Büro des Chefs bekämen, und so macht sich Dorrit rasch daran, einen „schweren Fall“ zu konstruieren. Sie versucht, einen Bücherdiebstahl vorzutäuschen und lernt auf diese Weise einen verschrobenen Professor kennen, der von ihr begeistert ist und sie zu sich holen möchte. 
Doch Dorrit will nur zu Hilgers. In der Bibliothek des Gelehrten findet sie die Ausgabe eines Strafgesetzbuchs, das sie geradezu verschlingt. Des Nachts springt sie aus dem Fenster und will sich nun endlich zur Kanzlei aufmachen, als sie ein Streifenpolizist anhält und die verdächtige „Streunerin“ erst einmal auf die Wache mitnimmt. Als dort am nächsten Morgen die frisch eingekleideten Verkehrspolizistinnen zu ihrer neuen Tätigkeit losgeschickt werden, mischt sich auch Dorrit unter sie. Prompt richtet sie im Berliner Straßenverkehr große Verwirrung an. Endlich erreicht sie die Kanzlei und ruft dem Bürovorsteher zu, dass Hilgers unbedingt sofort zur Wache kommen müsse, denn es gäbe dort einen besonders „schweren Fall“ zu übernehmen. Tatsächlich erscheint Hilgers wenig später bei der Polizei und trifft prompt auf die wieder zurückgekehrte Dorrit, die nun das ganze Durcheinander aufklären kann. Hilgers nimmt sie zu sich und sich ihrer an. Seinem verblüfften Sozius erklärt er, dass der schwere Fall der gesuchten Erbin abgeschlossen sei: Sie stehe vor ihm. Auch haben sich Dorrit und Hilgers ineinander verliebt.

## Produktionsnotizen
Ein schwerer Fall entstand im Juni und Juli 1927 in den Efa-Filmstudios und passierte die Filmzensur am 27. Juli 1927. Der Film maß eine Länge von 2669 Meter, verteilt auf sechs Akte. Ein Jugendverbot wurde erteilt. Die Uraufführung erfolgte am 9. August 1927 in Berlins Phoebus-Palast.
Ernst Stern entwarf die Filmbauten. 